# Szczyrk
Szczyrk (Duits:Schirk) is een stad in het Poolse woiwodschap Silezië, gelegen in de powiat Bielski. De oppervlakte bedraagt 39,07 km², het inwonertal 5810 (2005).